# Haworthiopsis bruynsii
Haworthiopsis bruynsii (лат.) – вид суккулентных растений рода Хавортиопсис, семейства Асфоделовые. Ранее, вид относили к роду Хавортия как Haworthia bruynsii M.B.Bayer.

## Описание
Haworthiopsis bruynsii – небольшой, сильно усеченный вид рода Хавортиопсис. Растение имеет одиночную розетку. Большая часть растения имеет тенденцию расти под землей, при этом на поверхности появляются только плоские усеченные кончики листьев.

## Распространение
Родом из ЮАР (Капская провинция). Суккулентное многолетнее растение, произрастает в основном в субтропическом биоме.

## Таксономия
Haworthiopsis bruynsii (M.B.Bayer) G.D.Rowley, Alsterworthia Int., Special Issue 10: 4 (2013).

#### Этимология
Haworthiopsis: родовое латинское наименование, от Haworthia = Хавортия и греч. ὀψις (-opsis) = похожий; «подобный Хавортии».
bruynsii: видовой эпитет в честь доктора Питера В. Брюйнса, математическая южноафриканского математика и ботаника, занимающегося выращиванием суккулентов.

#### Синонимы
Гомотипные (основанные на одном и том же номенклатурном типе):
- Haworthia bruynsii M.B.Bayer (1981)
- Haworthia retusa var. bruynsii (M.B.Bayer) Halda (1997)

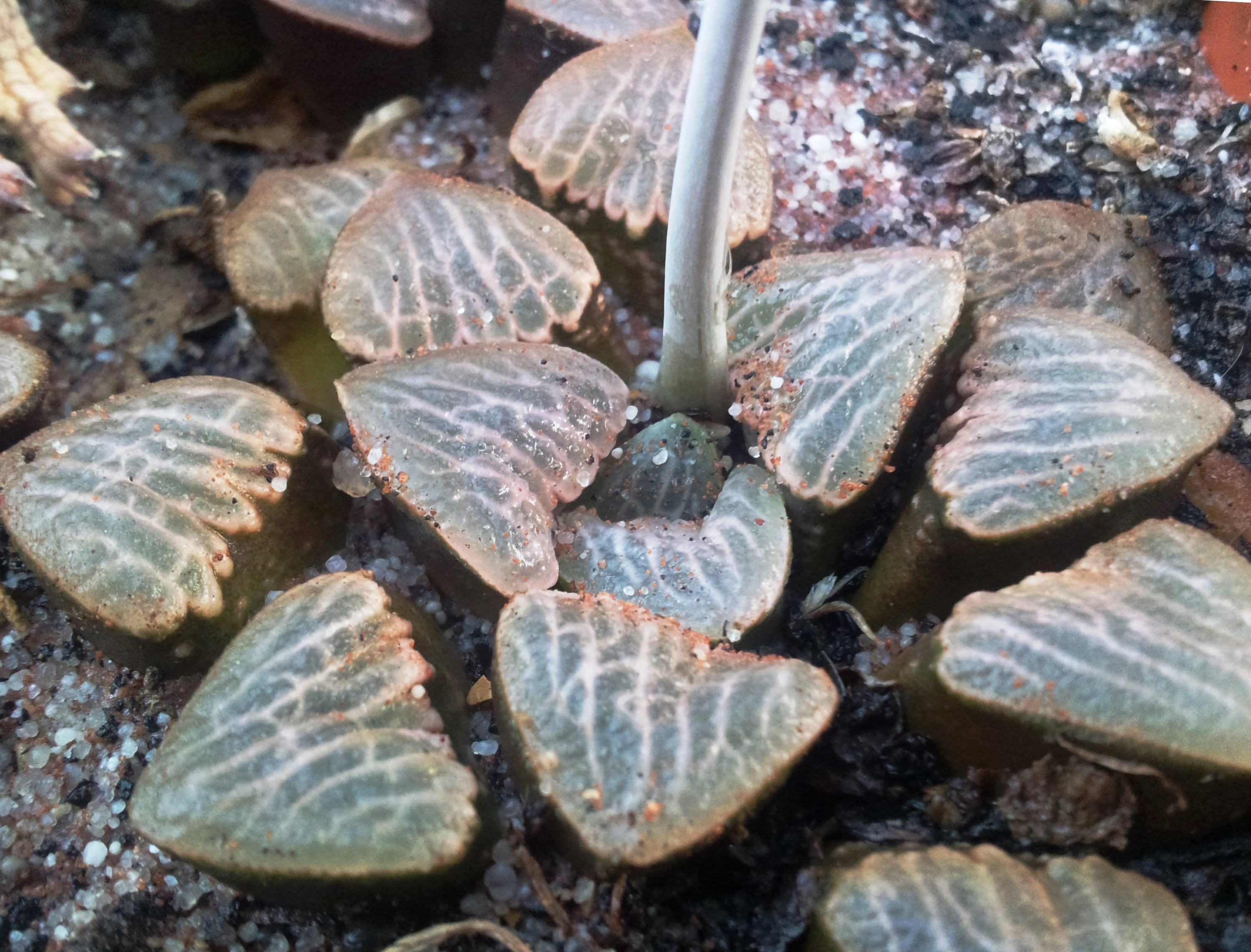
Листья
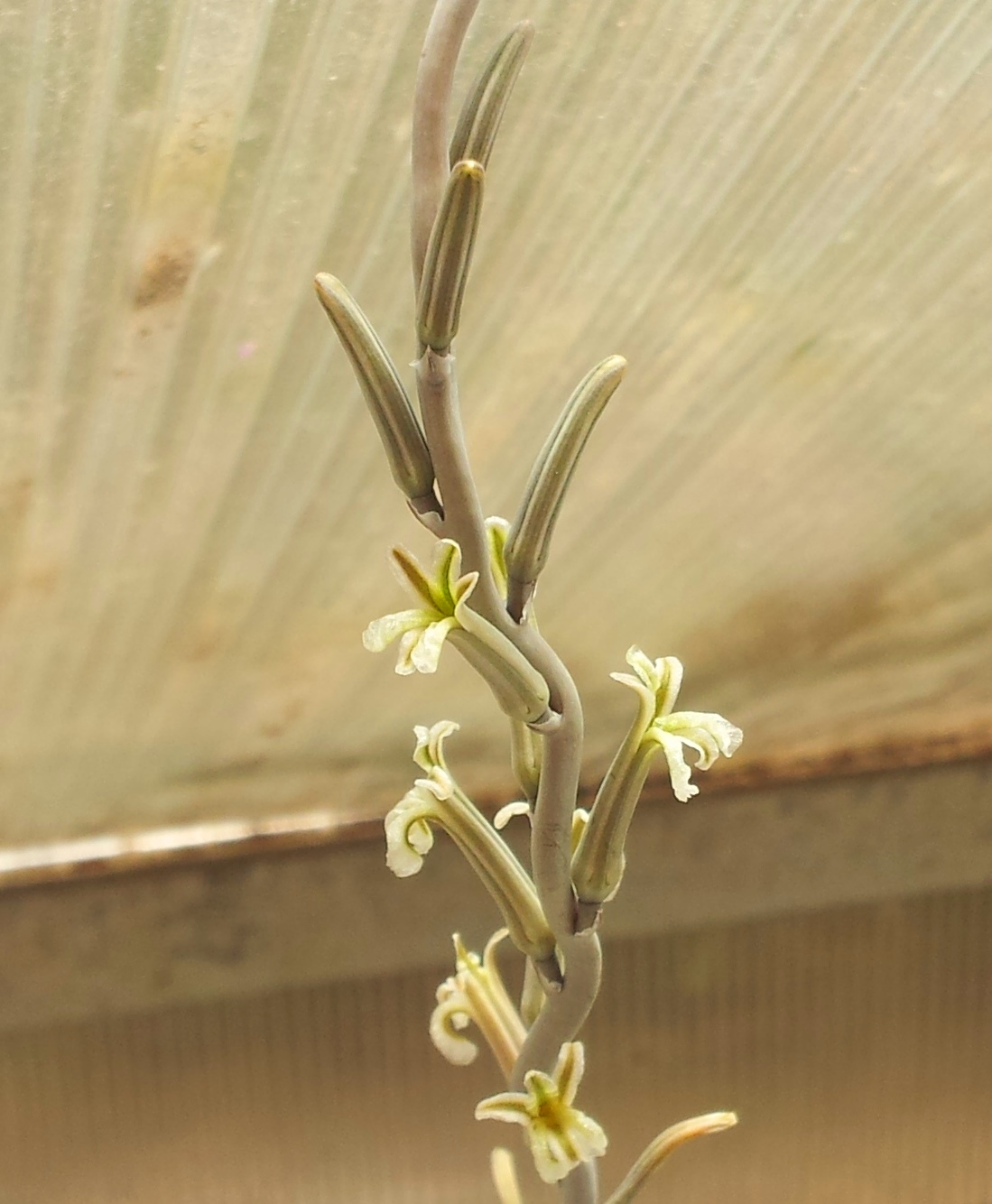
Соцветие

## Выращивание
Трудное в выращивании растение, Haworthiopsis bruynsii требует очень специфических условий. Это вид летних дождей, и поэтому он требует, чтобы то небольшое количество воды, которое он получает, отдавалось в течение лета. Лучше всего растет в затененных местах, на очень хорошо дренированной почве и частично покрытой песком или камнями.
Он редко смещается, поэтому все размножение происходит семенами или укоренением листовых черенков.